# Limena
Limena là một đô thị thuộc tỉnh Padova vùng Veneto, located about 35 km về phía tây của Venezia và cách khoảng 6 km về phía bắc của Padova. Tại thời điểm ngày 31 tháng 12 năm 2004, đô thị này có dân số 7.148 người và diện tích 15,0 km².
Limena giáp các đô thị: Curtarolo, Padova, Piazzola sul Brenta, Vigodarzere, Villafranca Padovana.